# Hentziectypus conjunctus
Hentziectypus conjunctus là một loài nhện trong họ Theridiidae.
Loài này thuộc chi Hentziectypus. Hentziectypus conjunctus được Willis J. Gertsch & Mulaik miêu tả năm 1936.